# Gyalopion
Gyalopion är ett släkte av ormar. Gyalopion ingår i familjen snokar.
Arterna är med en längd upp till 75 cm små ormar. De vistas i torra landskap och jagar främst spindeldjur. Honor lägger ägg. Exemplaren gräver underjordiska bon och de syns endast efter regnfall på markytan. De äter huvudsakligen spindeldjur och de kan skapa ett rasslande ljud när de känner sig hotade. Utbredningsområdet ligger i sydvästra USA och Mexiko. IUCN listar båda arter som livskraftiga (LC).
Arter enligt Catalogue of Lifeoch The Reptile Database:
- Gyalopion canum
- Gyalopion quadrangulare

## Utbredning
De båda arterna av Gyalopion förekommer i södra USA och norra Mexiko i Nordamerika.